# Alticola semicanus
Alticola semicanus є видом гризунів родини Cricetidae. Зустрічається переважно в Монголії та невеликих частинах південної Росії та північно-східного Китаю. Населяє посушливі та напівпосушливі луки та чагарники між верхньою межею хвойного лісу та краєм снігової лінії. Зустрічається в лісостепових, степових і гірсько-степових місцезростаннях, пов'язаних з ялівцевими і альпійськими луками і відслоненнями кам'янистих лук.

## Морфологічні особливості
Тварина досягає довжини голови і тіла від 10,4 до 14,0 сантиметрів з хвостом від 2,4 до 3,5 сантиметрів. Довжина задньої лапи 19–23 міліметри, довжина вуха 15–21 міліметр. Це робить його порівняно великим видом у роду. Шерсть на спині піщано-сіра з рідкими чорними волосками. Черевна сторона піщано-біла і різко відмежована з боків у порівнянні зі спиною, по облямівці часто є жовтувато-червона смуга. Хвіст покритий білими волосками, колір яких чітко виділяється на темній спині.

## Спосіб життя
Тварини ведуть переважно нічний спосіб життя, але їх можна спостерігати і вдень. Харчуються виключно частинами рослин. Нори розташовані під скелями та камінням.